# Josci de Tir
Josci o Josies de Tir († 1202) fou l'arquebisbe de Tir del Regne de Jerusalem a finals del segle xii.
Fou canonge o sotsdiaca de l'església de Sant Joan d'Acre, i esdevingué bisbe de la ciutat el 23 de novembre de 1172. Fou a més membre de la delegació de l'església llatina dels Estats croats al Concili del Laterà III de 1179. Mentre estigué a Europa visità França en nom del rei Balduí IV per negociar un matrimoni entre Hug III de Borgonya i Sibil·la de Jerusalem, germana de Balduí, però el casament no tingué mai lloc, de manera que Sibil·la es casà l'any següent amb Guiu de Lusignan.
Josci succeí l'arquebisbe Guillem de Tir en algun moment abans del 21 d'octubre de 1186, data en què apareixen documents que el situen en aquest càrrec. Mentrestant, Sibil·la i Guiu havien estat coronats reina i rei de Jerusalem, front a les ambicions de Ramon III de Trípoli, que esperava comptar amb els seus propis partidaris al tron. A Trípoli, Ramon s'alià amb el soldà Saladí contra Guiu. L'abril de 1187, Guiu envià una ambaixada a RAmon amb l'esperança d'aconseguir una treva, dirigida per Balian d'Ibelin, Gerard de Ridefort, Roger de Moulins, Reginald de Sidó i Josci. La delegació fou atacada per una part de l'exèrcit de Saladí, que havia entrat al regne per Tiberíades, el feu de Ramon III, essent derrotada en la batalla de Cresson l'1 de maig. Balian i Reginald s'havien quedat als seus castells durant el camí, però Josci estigué present al combat.
Josci i BAlian continuaren cap a Tiberíades, on es reuniren amb Ramon, qui es reconcilià amb Guiu després de la derrota. La invasió del regne per Saladí donà lloc el 4 de juliol a la batalla de Hattin, en què fou completament destruït l'exèrcit de Jerusalem; els supervivents fugiren a Tir, on Conrad de Montferrat prengué el control de les defenses de la ciutat un mes després.
Després de la caiguda de Jerusalem el setembre de 1187, Conrad envià Josci de Tir a Occident en un vaixell de veles negres portant demandes d'ajuda que incloïen dibuixos de propaganda en què apareixien cavalls sarraïns orinant a l'església del Sant Sepulcre. Josci desembarcà primer a Sicília, on el rei Guillem II es comprometé a enviar una flota cap a l'est, i tot i que morí abans de poder participar en una croada, el seu exèrcit ajudà a salvar Trípoli dels atacs de Saladí. L'arquebisbe arribà després a Roma, on ja havien arribat les notícies del desastre de Hattin, i just havia mort el papa Urbà III, el seu successor, Gregori VIII, emeté la butlla Audita tremendi cridant a una nova croada dirigida per monarques europeus. Josci viatjà llavors a França, on també havien arribat les notícies de Hattin, i el comte Ricard Cor de Lleó ja s'havia compromès a marxar a la croada. El gener de 1188, Josci es reuní a Gisors amb Enric II d'Anglaterra, Felip II de França i Felip d'Alsàcia, i els convencé perquè també marxessin a la croada. A Anglaterra, Enric promulgà el «delme de Saladí» per costejar la guerra, possiblement influït per un tribut semblant aplicat a Jerusalem el 1183, que l'arquebisbe de Tir pogué haver mencionat a Gisors. Alguns cronistes anglesos posteriors, fins i tot Mateu de París, afirmen que l'arquebisbe present a Gisors fou Guillem, però això s'ha demostrat que és una equivocació.
Després de la Tercera Croada, Josci fou nomenat canceller de Jerusalem per Enric II de Xampanya, qui s'havia casat amb la reina Isabel I de Jerusalem després de l'assassinat de Conrad, però no havia pres el títol de rei. Enric entrà en una disputa amb els canonges de l'església del Sant Sepulcre a causa de l'elecció d'un nou patriarca llatí, i els havia arrestat fins que hi intervingué Josci. L'arquebisbe també estigué present en la fundació de l'Orde Teutònic el 1198, morint al voltant del 1202.